# اللجنة الوطنية لاستقصاء الحقائق حول التجاوزات والانتهاكات
اللجنة الوطنية لاستقصاء الحقائق حول التجاوزات والانتهاكات بين 17 ديسمبر 2010 حتى انتهاء مهامها أو اختصارا لجنة بودربالة، هي لجنة أعلن عنها أيام قليلة بعد الثورة التونسية وبدأت مهامها في أول فبراير من نفس السنة برئاسة توفيق بودربالة، ومهمتها الرئيسية كانت التحقيق في التجاوزات التي وقعت منذ بداية الثورة التونسية في 17 ديسمبر 2011، والتعرف واستجواب كل المتورطين فيها، ولكن دورها ليس قضائي، إنما لتوثيق ما وقع، وكذلك إحصاء عدد القتلى والجرحى والتثبت مما وقع لهم والمسؤولين على ذلك. 

أنهت اللجنة مهامها في أبريل 2012، وقدمت تقريرها في ندوة صحفية ويتكون من 041 1 صفحة تحتوي على مئات الوثائق والشهادات والرسومات البيانية.

## تركيبة اللجنة
- الرئيس: توفيق بودربالة (محامي والرئيس الشرفي للرابطة التونسية للدفاع عن حقوق الإنسان).
- المقررة العامة: آمال الوحشي (قاضية).
- ناطقة رسمية: هاجر بن الشيخ أحمد (أستاذة جامعية ومنتجة لدى إذاعة تونس الدولية).
- بشرى بالحاج حميدة (محامية والرئيس السابقة للجمعية التونسية للنساء الديمقراطيات).
- حياة الورتاني (أخصائية نفسية وعضوة هيئة الجمعية التونسية للنساء الديمقراطيات).
- زهير الجربي (طبيب مختص وأستاذ جامعي وعضو اللجنة الوطنية للأخلاقيات الطبية).
- سارة البلطاجي (أستاذة طب ورئيسة قسم بمستشفى شارل نيكول).
- شوقي قداس (أستاذ جامعي).
- صلاح الدين الجورشي (صحفي وباحث سياسي وناشط حقوقي).
- عبد اللطيف الفوراتي (صحفي وناشط حقوقي والرئيس السابق لجمعية الصحافيين التونسيين).
- عبد الرحمان الهذيلي (أستاذ ونقابي وعضو الهيئة المديرة للرابطة التونسية للدفاع عن حقوق الإنسان).
- منية بن جميع (أستاذة جامعية).
- المنجي الخضراوي (صحفي وعضو المكتب التنفيذي للنقابة الوطنية للصحفيين).
- يوسف الرزقي (محامي والرئيس السابق لجمعية المحامين التونسيين).

تعويضات بعد استقالة كل من المنجي الخضراوي ويوسف الرزقي:
- نسمة مدني (محامية وأستاذة).
- هالة عمار (أستاذة جامعية).
- شريفة التليلي (أخصائية علم نفس وعضوة هيئة الجمعية التونسية للنساء الديمقراطيات).
- الناصر الكافي (أستاذ جامعي وناشط حقوقي).

تمت الاستعانة برضا بن حليمة (مصور) لتوثيق الزيارات الميدانية بصفة سمعية بصرية رقمية وبدور الحشاني (مصممة خطية).

يذكر أن بعض الأعضاء غادروا اللجنة وهم بشرى بالحاج حميدة وعبد الرحمان الهذيلي وشوقي قداس وصلاح الدين الجورشي، ولم يتم تعويضهم بسبب سرية أعمال اللجنة.

## التقرير
يتكون التقرير النهائي للجنة من 041 1 صفحة، وضم العديد من المعلومات والشهادات بالتدقيق والتفصيل، وأسباب الثورة، والمسؤولين عن شهداء وجرحى الثورة، وإحصائهم، والعديد من المواضيع الأخرى.

### أسباب الثورة حسب اللجنة
- حالة الكبت القصوى التي فرضها حكم بن علي على الشعب التونسي ونخبه.
- عجز الدولة عن تحقيق تكافؤ الفرص بين المواطنين والجهات.
- عجز المؤسسات الإدارية عن تأدية وظيفتها الرقابية تجاه تجاو ازت غير محدودة.
- أحداث الحوض المنجمي في قفصة في 2008 وأحداث بنقردان.

### تلخيص أحداث الثورة السابقة ليوم 14 جانفي (يناير) 2011
- ولاية سيدي بوزيد مهد الثورة: انتحار محمد البوعزيزي، مظاهرات واحتجاجات عارمة في مدينة سيدي بوزيد، ثم انتشرت إلى غيرها من مدن وقرى الولاية، ثم قمع هذه الاحتجاجات، وسقوط أولى ضحايا الثورة في منزل بوزيان، ثم في الرقاب. تلى ذلك خطاب للرئيس زين العابدين بن علي وصف فيه المحتجين بالإرهابيين ودعا للتصدي لهم.
- ولاية القصرين منطلق الثورة: انطلاق المظاهرات وقمعها بنفس الطريقة، وسقوط ضحايا في تالة والقصرين. منع المصابين من التوجه إلى المستشفيات للتداوي، ومنع المواطنون من حمل الجثامين ودفن الموتى.
- الثورة تنتشر ومدن تونس تشتعل: انتشرت الاحتجاجات في بقية المدن التونسية للتضامن، وكانت في البداية ذات صبغة اقتصادية واجتماعية، ثم أصبحت المطالب سياسية في مرحلة ثانية، حتى المطالبة بإسقاط النظام. خطاب ثاني للرئيس بن علي جدد فيه وصف المحتجين بالمخربين والإرهابيين ووعد بمواجهتهم بكل حزم. إيقاف المئات وتعذيبهم. قام بن علي بإلقاء خطابه الثالث والأخير، وكان باللهجة العامية، ودعا للحوار ووعد بالحرية بكافة أنواعها، ووعد بعدم الترشح ثانية للانتخابات الرئاسية.

### 14 جانفي (يناير) 2011 التاريخ الرمز
شهدت البلاد مظاهرات حاشدة. أكبرها وأهمها كانت أمام وزارة الداخلية في شارع الحبيب بورقيبة. معلومات تصل القصر الرئاسي بقرطاج تفي باقتحامه من قبل المتظاهرين، وأن مروحية وزورقين حربيين يحومون حوله. إعلان حالة الطوارئ. قرر مدير الأمن الرئاسي علي السرياطي الطلب من بن علي أن يبعث عائلته إلى جدة في السعودية لتأمينها، وعند وصول مطار تونس قرطاج الدولي، قرر بن علي المغادرة معهم بعد وصول معلومات تمرد. أفادت معلومات بالتقاء أربعة من أهم فرق النخبة للجيش والحرس والأمن والأمن الرئاسي في المطار وهو ما شكل خطرا على الاشتباك بين بعضهم. أعلن بعد ذلك أن يتولى محمد الغنوشي رئاسة البلاد مؤقتا، ولكن من الغد أصبح فؤاد المبزع الرئيس المؤقت.

### ما بعد هروب الرئيس
شهدت البلاد حالة من الانفلات الأمني، ارتكبت خلاله العديد من الجرائم والسرقات. سقط العديد من الضحايا نتيجة حالة الهلع والخوف بين المواطنين وقوات الأمن.

### إحصائيات وأرقام
أحصت اللجنة 338 حالة وفاة، منهم 86 سجينا، و14 من قوات الأمن و5 من الجيش. من جهة أخرى، يوجد 147 2 جريحا، منهم 62 سجينا، و28 من قوات الأمن.

60% من الوفيات و78% من الجرحى كانوا من ولايات القصرين وسيدي بوزيد وقفصة وولايات تونس الكبرى.

82% من المتوفين و76% من الجرحى كانوا دون سن 40 سنة. من جهة أخرى، فإن 96.5% من القتلى هم من الرجال و3.5% من النساء، و89% من الجرحى من الرجال و11% من النساء.

### الإستماعات
تم الاستماع مباشرة من قبل اللجنة إلى 54 شخصا وهم: 
الترتيب أسفله هو حسب تاريخ الاستماع كما جاء في التقرير.
| الشخص                    | الصفة                                                                                |
| ------------------------ | ------------------------------------------------------------------------------------ |
| علي السرياطي             | المدير العام لأمن رئيس الدولة والشخصيات الرسمية السابق                               |
| عادل الطويري             | المدير العام للأمن الوطني                                                            |
| رفيق بالحاج قاسم         | وزير داخلية أسبق                                                                     |
| محمد العربي الكريمي      | المدير العام لقاعة العمليات المركزية والمرتبطة بمختلف قاعات العمليات بوزارة الداخلية |
| رشيد بن عبيد             | مدير عام المصالح المختصة منذ 2010                                                    |
| يوسف بن الطيب عبد العزيز | عميد (مدير إدارة حفظ النظام الجهوي بالشمال)                                          |
| لطفي الزواوي             | مدير عام الأمن العمومي                                                               |
| جلال بودريقة             | مدير عام وحدات التدخل                                                                |
| محمد الأمين العابد       | آمر الحرس الوطني                                                                     |
| أحمد سامي الطرهوني       | رئيس مصلحة الدارسات بزغوان                                                           |
| سمير الفرياني            | محافظ شرطة أعلى                                                                      |
| محمد الزيتوني شرف الدين  | عميد                                                                                 |
| عبد العزيز بن ضياء       | وزير الدولة المستشار الخاص لدى رئيس الجمهورية والناطق باسم رئاسة الجمهورية أسبق      |
| عبد الوهاب عبد الله      | وزير مستشار لدى رئيس الجمهورية مكلف بالشؤون السياسية سابق                            |

| الشخص              | الصفة                                                                           |
| ------------------ | ------------------------------------------------------------------------------- |
| عبد الله القلال    | رئيس مجلس المستشارين سابق                                                       |
| عادل الطويري       | المدير العام للأمن الوطني السابق                                                |
| سامي سيك سالم      | رئيس الإدارة الفرعية للحماية بالإدارة العامة لأمن رئيس الدولة والشخصيات الرسمية |
| سمير الطرهوني      | ضابط برتبة مقدم بإدارة مجابهة الإرهاب                                           |
| إدريس بن يوسف      | تقني سامي أول بالتلفزة التونسية                                                 |
| عبد الباسط التليلي | مصور بقسم الأخبار بالتلفزة التونسية                                             |
| كمال بن صالح       | مصور تلفزي بالتلفزة التونسية                                                    |
| خالد نجاح          | مدير قسم الأخبار بالتلفزة التونسية (22 يناير - 27 فبراير)                       |
| محمود شيخ روحو     | قائد طائرة بالخطوط الجوية التونسية                                              |
| شوقي العلوي        | رئيس مدير عام التلفزة التونسية                                                  |
| سمير السرياطي      | ضابط برتبة ملازم أول في جيش الطيران                                             |
| نبيل الشتاوي       | رئيس مدير عام الخطوط الجوية التونسية                                            |
| محمد الغرياني      | أمين عام حزب التجمع الدستوري الديمقراطي سابقا                                   |

| الشخص                                                 | الصفة                                                                  |
| ----------------------------------------------------- | ---------------------------------------------------------------------- |
| رضا قريرة                                             | وزير دفاع سابق                                                         |
| ياسين التايب                                          | مدير التنسيق الجهوي تابع للإدارة العامة للأمن العمومي                  |
| إلياس زلاق                                            | رئيس الإدارة الفرعية للمرافقات                                         |
| عدنان بن الطيب الحطاب                                 | مدير إدارة المصالح المختصة التابعة للإدارة العامة للأمن الرئاسي بقرطاج |
| البشير شهيدة                                          | رئيس فرقة تأمين الوزارة الأولى التابعة لفرقة الأمن الرئاسي السابق      |
| حافظ بن الحسين بن عامر العوني                         | وكيل أول بالحرس الوطني ملحق بإدارة الحدود والأجانب فرقة حماية الطائرات |
| المنصف بن العجيمي                                     | مدير حفظ النظام بالجنوب بصفاقس                                         |
| جمال بن صالح بن محمد مازني                            | ضابط برتبة رائد بالإدارة العامة لأمن رئيس الدولة والشخصيات الرسمية     |
| مروان المبروك                                         | صهر الرئيس زين العابدين بن علي                                         |
| سيرين بن علي                                          | ابنة الرئيس زين العابدين بن علي وزوجة مروان المبروك                    |
| محمد العيد البوغديري                                  | ضابط شرطة مساعد                                                        |
| علي بن محمد المولدي بهاء الدين علوان محمد سعيدى خلودة | ملازم أول بوحدات تدخل حافظ أمن رئيس فرقة إرشاد                         |
| صلاح الدين بن منور الباجي                             | مفتش شرطة أول                                                          |

| الشخص                     | الصفة                                                           |
| ------------------------- | --------------------------------------------------------------- |
| مراد بن نور الدين الرياحي | محافظ شرطة                                                      |
| المنصف كريفة              | مدير إدارة مكافحة الارهاب                                       |
| سمير العبيدي              | وزير اتصال سابق                                                 |
| أحمد عياض الودرني         | وزير مدير الديوان الرئاسي سابق                                  |
| أحمد فريعة                | وزير داخلية أسبق                                                |
| محمد الغنوشي              | وزير أول أسبق                                                   |
| صالح بن أحمد تاج          | عون إداري مكلف بالوثائق الإدارية                                |
| الحبيب بن محمد الحمروني   | ناظر أمن مساعد بمنطقة الأمن بقرمبالية                           |
| علي السرياطي              | مدير عام أمن رئيس الدولة والشخصيات الرسمية سابق                 |
| إلياس المنكبي             | مساعد آمر القاعدة الجوية بالعوينة                               |
| قيس بن علي                | ابن شقيق الرئيس زين العابدين بن علي                             |
| أحمد شابير                | أمير لواء، مدير عام الأمن العسكري (متقاعد)                      |
| رشيد عمار                 | فريق أول، رئيس أركان القوات البرية ثم رئيس أركان القوات المسلحة |

قامت اللجنة كذلك بزيارات ميدانية لمخلتف الجهات والمدن والولايات، وكذلك قامت بعدة زيارات لمختلف السجون والمحاكم، وإضافة إلى ذلك قامت بمراسلة مختلف الوزارات والهياكل القضائية المدنية والعسكرية والمستشفيات والولاة والسجون.

## مقالات ذات صلة
- الانتقال الديمقراطي في تونس

## روابط خارجية
- تقرير اللجنة النهائي.